# Harry Borghouts
Henricus Cornelius Johannes Lodewijk (Harry) Borghouts (Bergen op Zoom, 7 februari 1943) is een Nederlands politicus voor GroenLinks, topambtenaar en bestuurder. Hij was van 2002 tot 2009 commissaris van de Koningin in Noord-Holland. Zijn tweede periode kenmerkte zich door een aantal controverses rond zijn positie als commissaris van de Koningin en bestuurder bij semi-publieke instellingen.

## Levensloop

### 1943-1977: opleiding en marine
Borghouts is de zoon van Johannes Josephus Borghouts (staatssecretaris van defensie in het Kabinet-Cals) en Wilhelmina van Veen. Hij bezocht het Franciscuscollege, thans Citycollege aan de Beukelsdijk in Rotterdam en ging vervolgens, in navolging van zijn vader, bij de marine. Bij het Koninklijk Instituut voor de Marine in Den Helder volgde hij een officiersopleiding. Tussen 1964 en 1974 diende hij als Luitenant ter zee van administratie bij de Koninklijke Marine. In 1974 verliet Borghouts de Marine, omdat hij niet op kosten van de marine mocht studeren terwijl hij voldeed aan alle eisen daarvoor. Mede heeft gespeeld dat het kabinet verantwoordelijk was voor de plaatsing van kernwapens in Nederland. Hij werd daarna huisman, terwijl zijn vrouw, raadslid in Heemstede, de kost verdiende. Hij nam de zorg van hun dochter op zich en studeerde daarnaast rechten aan de Gemeentelijke Universiteit Amsterdam.

### 1977-2002: ambtenaar
Na zijn afstuderen in 1977 trad hij als beleidsmedewerker in dienst bij het Ministerie van Binnenlandse Zaken. Gedurende de volgende 10 jaar doorliep Borghouts verschillende rangen binnen het Ministerie van Binnenlandse Zaken. In 1981 werd hij plaatsvervangend chef van de afdeling Algemene en Juridische Zaken en 1983 werd hij chef van deze afdeling. In 1985 werd Borghouts op Binnenlandse Zaken benoemd tot hoofd van het beleidsbureau Algemeen Burgerlijk Pensioenfonds. Hij moest daar vorm geven aan de verzelfstandiging van het ABP. Tussen 1987 en 1989 was hij plaatsvervangend directeur-generaal voor Management en Personeelsbeleid van het ministerie van Binnenlandse Zaken. Tevens was hij in 1988 zes maanden waarnemend directeur-generaal Openbaar Bestuur. In 1989 werd hij door Ien Dales benoemd tot directeur van directie Politie van het ministerie van Binnenlandse Zaken. Daarna was hij als projectmanager verantwoordelijk voor de reorganisatie van de politie. Tussen 1992 en 1996 was hij directeur-generaal Openbare Orde en Veiligheid op het ministerie van Binnenlandse Zaken. In 1996 werd hij door minister Sorgdrager benoemd tot secretaris-generaal van het Ministerie van Justitie. In 1999 achtte de commissie-Kalsbeek Borghouts, als secretaris-generaal van Justitie, verantwoordelijk voor het niet tijdig informeren van minister Korthals van Justitie over coketransporten.
Naast zijn werk als ambtenaar is Borghouts lokaal politiek actief. Hij was lid van de PPR. Van 1977 tot 1987 was hij voor Progressief Heemstede lid van de gemeenteraad van Heemstede; de laatste vijf jaar als fractievoorzitter. Hij zat toen in een fractie met Saskia Noorman-den Uyl.

### 2002-2009: commissaris van de Koningin
In 2002 werd hij benoemd tot commissaris van de Koningin in Noord-Holland, nadat Provinciale Staten aldaar aan hem de voorkeur gaven boven oud-minister Tineke Netelenbos. Harry Borghouts werd hiermee de eerste commissaris die namens GroenLinks benoemd werd. In 2008 werd zijn aanstelling met zes jaar verlengd; hij werd hiermee de eerste commissaris van de Koningin die gebruik wilde maken van een nieuwe regeling dat commissarissen (en burgemeesters) blijven doorwerken tot hun 70ste levensjaar.
Binnen zijn eigen partij, GroenLinks, was Borghouts in het openbaar vanwege zijn bestuursfunctie weinig actief. Hij was voorzitter van een commissie die keek naar de verkiezingsprocedures binnen GroenLinks, voorzitter van de Geschillencommissie van GroenLinks, voorzitter van de kandidatencommissie voor bestuursleden van GroenLinks en voorzitter van de kandidatencommissie voor gemeenteraadsleden van GroenLinks voor de gemeente Bloemendaal.
Als commissaris van de Koningin bemiddelde Borghouts tussen burgemeester Stefan Hulman en de gemeente Den Helder. Hulman kwam in opspraak toen hij de gemeente eind 2008 vroeg om een tegemoetkoming in zijn dubbele woonlasten en daarbij niet volledig was in de informatievoorziening over zijn financiële situatie. Borghouts bemiddelde in het conflict tussen de burgemeester en de gemeenteraad en vond dat Hulman zelf ontslag moest nemen als burgemeester van Den Helder. Hulman zou ook af moeten zien van het wachtgeld waarop hij recht had en geen schadeclaims indienen. Als tegenprestatie zou de gemeente Den Helder per direct Hulmans woning in Julianadorp overnemen.
In de periode dat Borghouts commissaris van de Koningin was, stalde de provincie Noord-Holland niet direct benodigd geld 78 miljoen euro tegen een rentevergoeding van 5% onder meer op de Landsbanki in IJsland. Het geld werd geleend van De Nederlandsche Bank. Door de bankencrisis in IJsland was dit bedrag tijdelijk onbereikbaar. De verwachting was dat het grootste deel uiteindelijk zou worden terugbetaald, hetgeen later ook met rente is gebeurd.Borghouts kwam hard in aanvaring met minister van Financiën Wouter Bos over de tegoeden van Icesave waar de provincie beslag op had laten leggen. Bos wilde dat particulieren voorrang kregen met het terugkrijgen van hun geld boven de provincie en een aantal gemeenten, hoewel er geen strijd was tussen beide groepen. De onderzoekscommissie die de rol van de commissaris van de Koningin en de Gedeputeerde Staten van Noord-Holland in deze zaak heeft onderzocht concludeerde in haar rapport dat het dagelijks bestuur van de provincie onvoldoende financieel toezicht heeft gehouden en daarbij eigen regels heeft overtreden. De onderzoekscommissie concludeerde dat het provinciebestuur niet de Wet Financiering Decentrale Overheden had overtreden, maar wel in strijd had gehandeld met de Verordening financieel beheer en het financieringsstatuut, die door Provinciale Staten zijn opgesteld. Daarin is vastgelegd aan welke voorwaarden moet worden voldaan voordat grote hoeveelheden geld ergens worden geparkeerd. Borghouts werd verweten bestuurlijk tekort te zijn geschoten. Vooruitlopend op het debat in de Provinciale Staten trad het college van Gedeputeerde Staten af, een formele kwestie: door hun aftreden hoefden de leden van GS geen verantwoording af te leggen over de verdwenen miljoenen tijdens het openbare debat met Provinciale Staten. Het voornemen was om een paar weken later dezelfde personen weer als gedeputeerden te benoemen. Toen dit bekend werd, traden drie gedeputeerden alsnog definitief terug, de overige leden werden opnieuw benoemd in dezelfde functie. Borghouts besloot aan te blijven als commissaris van de Koningin, omdat dit volgens hem geen politieke, maar een benoemde functie is. Borghouts mocht van de meerderheid van de Provinciale Staten aanblijven, mits hij afstand deed van zijn politieke functies. Het ging om taken die de commissaris heeft als voorzitter van Gedeputeerde Staten, zoals huisvesting, personeel, interne ICT, internationale betrekkingen, facilitaire en juridische zaken. Borghouts behield de verantwoordelijkheid voor de openbare orde en veiligheid op provinciaal niveau, ook hield hij zijn wettelijke taken als commissaris van de Koningin en als voorzitter van de Provinciale Staten, zoals bij benoemingsprocedures van burgemeesters en korpschefs. Bij de lintjesregen van 2006 werd Borghouts benoemd tot Officier in de Orde van Oranje-Nassau.
Oud-gedeputeerde Ton Hooijmaijers (VVD) nam in 2007-2008 in totaal zo'n 3000 euro op met de provinciale creditcard, zonder dat hij van alle uitgaven bonnetjes kon overleggen. Deze geldopnames zijn goedgekeurd door commissaris Harry Borghouts. De onregelmatigheden in de declaraties werden begin september 2009 aan het licht gebracht.
Op 11 september 2009 kondigde Borghouts aan per 1 december van dat jaar af te treden. Hij zei hierover: "Afgelopen zeven jaar heb ik met veel plezier het ambt van commissaris van de Koningin uitgeoefend. Maar dat is nu verdwenen".

### Nevenfuncties
Borghouts had als topambtenaar en als commissaris van de Koningin een groot aantal nevenfuncties. Door een aantal van deze functies raakte Borghouts in opspraak.
Borghouts raakte in 2008 in opspraak als voorzitter van de Raad van Toezicht van de Stichting IJsselmeerziekenhuizen, een functie die hij bekleedde sinds 2002. Uit onder meer een inspectierapport en een vertrouwelijk visitatierapport uit 2008 bleek dat er na jaren nog altijd ruzie was tussen artsen onderling en tussen artsen en het bestuur. De zorg voor patiënten zou daar onder lijden. Een commissie stelde al in 2002 vast dat er te weinig patiënten waren om de IJsselmeerziekenhuizen overeind te houden. Jaarverslagen lieten miljoenentekorten zien. De Inspectie voor de Gezondheidszorg stelde de operatiekamers van de IJsselmeerziekenhuizen buiten gebruik. Daarnaast constateerde de inspectie dat er in de operatiekamers van beide locaties geen adequaat kwaliteitssysteem rond de zorgprocessen bestond. Bij het onderzoek bleek ook dat de Raad van Bestuur al in april 2008 op de hoogte was van deze onacceptabele situatie, en dat zij niet genoeg maatregelen heeft getroffen. Volgens Borghouts zou de Raad van Toezicht echter niets te verwijten vallen. Volgens Borghouts waren de misstanden in de eerste plaats een zaak van de medische staf, in de tweede plaats een zaak van de inspectie, in de derde plaats een zaak van de Raad van Bestuur. Pas daarna komt de Raad van Toezicht in beeld, aldus Borghouts. Op de vraag óf de Raad van Toezicht had moeten ingrijpen, antwoordde Borghouts: "We wisten er niets van", waaruit bleek dat de Raad van Toezicht geen actieve controlerende of toezichthoudende rol had gespeeld.
Op 1 april 2009 werd Borghouts benoemd tot voorzitter ad interim van het ABP-bestuur, daarmee was hij de opvolger van Elco Brinkman die vanaf 2001 voorzitter was. Borghouts maakte al deel uit van het ABP-bestuur sinds 2001. Tegen de benoeming van Borghouts tot voorzitter protesteerde een groep ABP-leden, verenigd in de Nederlandse Bond voor Pensioenbelangen. Deze NBP beriep zich op wettelijke bepalingen die eisen stellen aan deskundigheid en betrouwbaarheid van bestuurders. De DNB had geen bezwaar tegen het tijdelijke voorzitterschap van Borghouts. De bond wees erop dat de provincie Noord-Holland miljoenen euro's had weggezet bij de failliete IJslandse bank Landsbanki. Tijdens het debat over de verdwenen miljoenen kondigde Borghouts dat zijn functie als waarnemend voorzitter van het ABP per 1 december zou eindigen. Daarmee redde hij onder andere zijn positie als commissaris van de Koningin. Achteraf bleek dat Borghouts weliswaar zijn voorzittersfunctie op zou geven, maar wel lid bleef van het bestuur van het ABP. Het CDA en de PvdA in Noord-Holland zeiden een motie van wantrouwen tegen Borghouts in te dienen als hij als bestuurder van het ABP aan te blijven. GroenLinks steunde Borghouts omdat hij 'had bewezen beide functies te kunnen combineren'. De bijbaan als bestuurslid van het ABP leverde Borghouts in 2008 ruim 38.000 euro op.
| Functie                                   | Organisatie                                                         | Periode              | Opmerkingen                    |
| ----------------------------------------- | ------------------------------------------------------------------- | -------------------- | ------------------------------ |
| Voorzitter                                | Algemeen Bestuur Schadeschap Luchthaven Schiphol                    |                      | Functie aan het ambt verbonden |
| Lid                                       | IPO-commissie Strategisch Beraad Veiligheid (SBV)                   | Huidig               | Functie aan het ambt verbonden |
| Voorzitter                                | Prins Bernhard Cultuurfonds Noord-Holland                           | 1 december 2009      | Functie aan het ambt verbonden |
| Lid van het Dagelijks en Algemeen Bestuur | Kenniskring Amsterdam                                               | Huidig               | Functie aan het ambt verbonden |
| Lid Raad van Advies                       | Randstad Urgent                                                     | Huidig               | Functie aan het ambt verbonden |
| Voorzitter Raad van Toezicht              | Expertisecentrum Forensische Psychiatrie                            | Huidig               |                                |
| Lid opdrachtgevend bestuur                | Intercoach                                                          | Huidig               |                                |
| Voorzitter klankbordgroep                 | voedsel- en warenautoriteit (VWA)                                   | Huidig               |                                |
| Bestuursvoorzitter                        | Stichting Geuzenverzet 1940-1945                                    | Huidig               |                                |
| Lid van de Commissie van Advies           | Nederlands Instituut voor Oorlogsdocumentatie                       | Huidig               |                                |
| Voorzitter Raad van Toezicht              | Stichting Nieuw Rosa Spier Huis                                     | Huidig               |                                |
| Lid Comité van Aanbeveling                | Stichting Witte Tulp                                                | Huidig               |                                |
| lid Raad van Advies                       | Nederlands Genootschap van Burgemeesters                            |                      |                                |
| lid Klankbordgroep                        | Adviescommissie Coördinatie ICT, Rampenbestrijding                  |                      |                                |
| Bestuursvoorzitter                        | Stichting Bijzondere Leerstoel "De overheid als arbeidsorganisatie" | Tot 30 juni 2009     |                                |
| Lid college voor geschillen               | medezeggenschap Defensie                                            | Tot 30 juni 2009     |                                |
| Lid Raad van Advies                       | Nederlands Genootschap van Burgemeesters                            | Tot 30 juni 2009     |                                |
| Bestuursvoorzitter                        | Stichting Administratiekantoor Transcoop                            | Tot 30 juni 2009     |                                |
| Waarnemend Bestuursvoorzitter             | Algemeen Burgerlijk Pensioenfonds                                   | Tot 1 augustus 2009  |                                |
| Bestuurslid                               | Algemeen Burgerlijk Pensioenfonds                                   | 2001-1 december 2009 |                                |
| Bestuurslid                               | Stichting dienstverlening politie dienstcommissies                  | voormalig            |                                |
| Bestuurslid                               | Stichting Spel- en Opvoedingsvoorlichting                           | voormalig            |                                |
| Redactielid                               | Handboek Medezeggenschap in Overheidsorganisaties                   | voormalig            |                                |
| Voorzitter                                | Commissie Tegemoetkoming bij Rampen en Calamiteiten                 | 2003-2005            |                                |
| Lid                                       | commissie Bestuurlijke evaluatie AIVD                               | 2004                 |                                |
| voorzitter van de Raad van Toezicht       | Stichting IJsselmeerziekenhuizen                                    | 2002-2009            |                                |
| bestuurslid                               | INK Management                                                      | voormalig            |                                |
| lid Klankbordgroep                        | Inspectie Verkeer en Waterstaat                                     | voormalig            |                                |
| algemeen bestuurslid                      | Regio Randstad                                                      | voormalig            |                                |
| voorzitter begeleidingscommissie          | Tweede evaluatie Algemene wet gelijke behandeling                   | 2005                 |                                |
| lid commissie ongewenst gedrag            | Defensie                                                            | 2006                 |                                |

## Onderscheiding
- 2006: Officier in de Orde van Oranje-Nassau

- Parlement.com: vg09lm01tbra